# 글리제 849

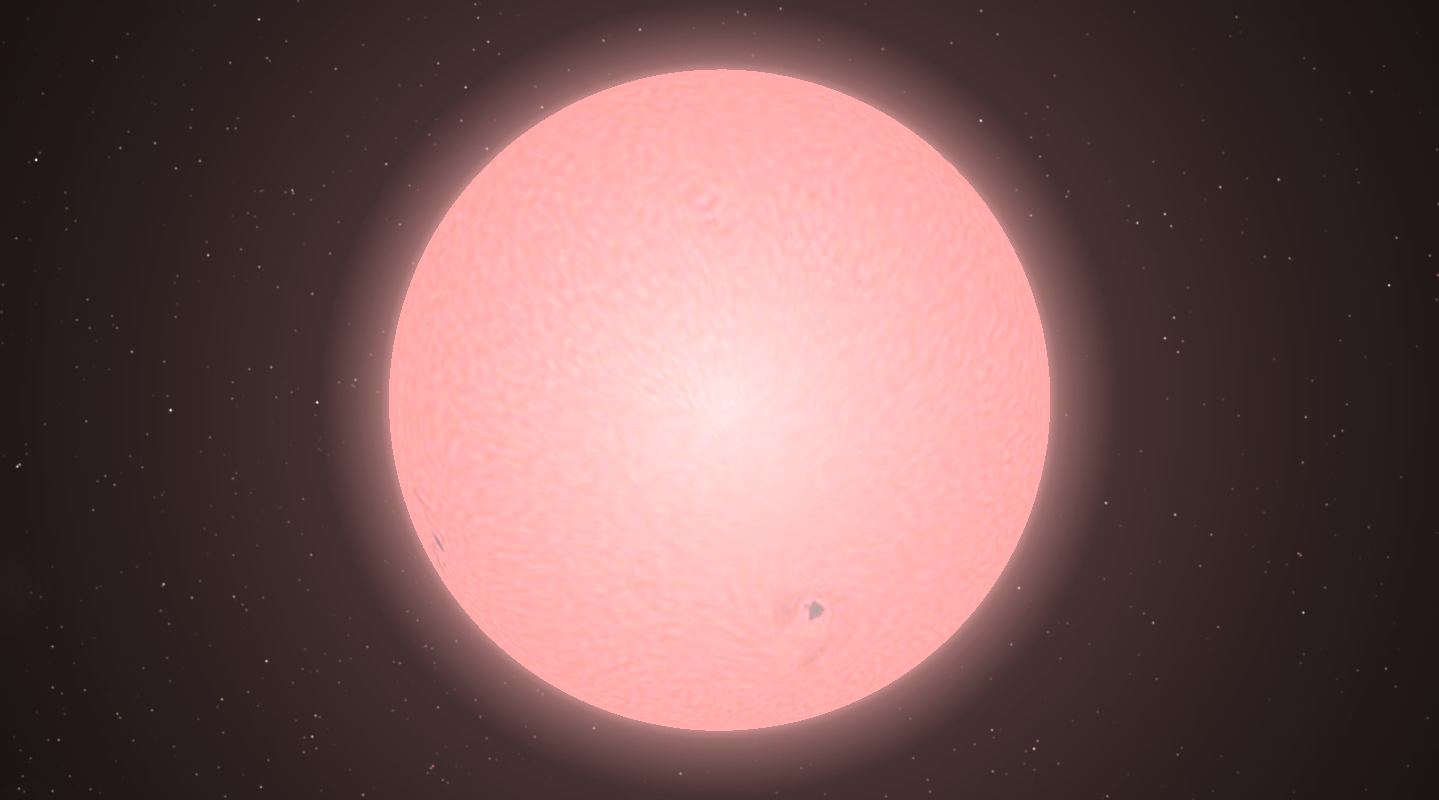

글리제 849(Gliese 849)는 물병자리에 있는 분광형 M3.5V의 적색 왜성이다. 이 별의 겉보기 등급은 10.42로 맨눈으로는 볼 수 없으며, 망원경이 있어야 관측이 가능하다.

## 글리제 849 b
글리제 849 b는 적색 왜성 주위를 도는 외계행성들 중 긴 공전주기를 갖는 존재로서 최초로 발견되었다. 2006년 8월 부치노가 시선속도법을 이용하여 발견했음이 공표되었다. (그런데 랄랑드 21185 주위에 공식적으로 확인되지는 않았으나 글리제 849 b보다 긴 공전 주기를 가질 것으로 예상되는 목성형 행성 두 개가 있을 가능성이 있다.) 글리제 849에 b 외에 두 번째 행성이 존재할 것이라는 가능성이 있다. 글리제 849 b의 질량은 목성보다는 작지만 궤도경사각이 밝혀지지 않았기 때문에 실제 질량은 목성보다 더 클 수 있다. 어머니 항성으로부터의 거리는 2.35 천문단위이며 한 바퀴 도는 데 걸리는 시간은 1890일이다. 공전 궤도는 원에 가깝다.

## 같이 보기
- 외계 행성이 확인된 항성 목록